# Gagnebina microcephala
Gagnebina microcephala là một loài thực vật có hoa trong họ Đậu. Loài này được (Renvoize) Villiers miêu tả khoa học đầu tiên.